# Älgaskruvsjön
Älgaskruvsjön är en sjö i Uppvidinge kommun och Vetlanda kommun i Småland och ingår i Emåns huvudavrinningsområde. Sjön är 13 meter djup, har en yta på 0,442 kvadratkilometer och befinner sig 271,1 meter över havet. Vid provfiske har abborre, gädda och mört fångats i sjön.

## Delavrinningsområde
Älgaskruvsjön ingår i det delavrinningsområde (634463-146600) som SMHI kallar för Inloppet i Säljen. Medelhöjden är 279 meter över havet och ytan är 25,43 kvadratkilometer. Det finns inga avrinningsområden uppströms utan avrinningsområdet är högsta punkten. Gårdvedaån som avvattnar avrinningsområdet har biflödesordning 2, vilket innebär att vattnet flödar genom totalt 2 vattendrag innan det når havet efter 152 kilometer. Avrinningsområdet består mestadels av skog (86 %). Avrinningsområdet har 1,84 kvadratkilometer vattenytor vilket ger det en sjöprocent på 7,2 %.